# 마이클 제이스
마이클 제이스(Michael Jace, 1965년 7월 13일 ~ )는 미국의 배우이다.
패터슨에서 태어났다.

## 출연 작품
- 디비전 III: 풋볼즈 파이니스트 (2011년)
- 스테이트 오브 플레이 (2009년) - 브라운 역
- 박쥐 2 - 휴먼 하베스트 (2007년)
- 그리다이언 갱 (2006년)
- Fair Game (2005) - E 역
- 크레이들 투 그레이브 (2003년) - 오디온 역
- 혹성 탈출 (2001년)
- 리플레이스먼트 (2000년) - 얼 윌킨슨 / 레이 스미스 역
- 빅 샷 (1999년) - 말콤 역
- 부기 나이트 (1997년) - 제롬 역
- 밤쉘 (1996년)
- 화이트 히어로 (1996년)
- 더 팬 (1996년) - 스캘퍼 역
- 핵주먹 타이슨 (1995년)
- 스트레인지 데이즈 (1995년)
- 포레스트 검프 (1994년) - 검은표범 역
- 긴급 명령 (1994년)

### 텔레비전
- 쉴드: XX 강력반 (2002년)
- CSI 라스베가스 시즌1 (2000년)
- 저징 에이미 (1999년)
- ER (1994년)